# Leonard L. Sokolow
Leonard L. Sokolow (* 13. Juni 1920 im Kern County, Kalifornien, Vereinigte Staaten; † November 1984 in Kalifornien) war ein US-amerikanischer Erfinder und Oscar-Gewinner im Bereich Technische Verdienste.

## Leben
Sokolow wuchs in Kalifornien auf, wo er auch seine Ausbildung erhielt. Er hat sich im Bereich technische Entwicklung und Erfindung betätigt, Patentanmeldungen von ihm sind überliefert. Seinen größten Erfolg erlangte er in Zusammenarbeit mit den Kollegen Edward H. Reichard und Carl W. Hauge mit der Entwicklung sogenannter Xenon-Flashtubes als Lichtquellen. In einem Fachblatt hieß es dazu: „Der Cinex Exposure Tester ist seit vielen Jahren weit verbreitet, um Timing-Tests aus Schwarz-Weiß-Negativen anzufertigen. Durch den Austausch der Glühlampe, die normalerweise in diesem Tester zu finden ist, mit einem Xenon-Flashtube und dessen Kondensator-Entladungsnetzteil hat die resultierende stabile und reproduzierbare Lichtleistung die Entwicklung einer überlegenen Prüfmaschine ermöglicht. Das Belichtungstor wurde so modifiziert, dass es eine Reihe von neutralen Dichteschritten enthält, die auf die Druckmaschinenleuchten abgestimmt sind. Für subtraktive Farbtests wird der neutralen Dichte ein ausgewählter Bereich von Farbfiltern hinzugefügt. Die resultierenden Intensitätstests stimmen eng mit den Belichtungszeiten der Druckmaschine überein, wodurch die in Cinex-Tests normalerweise vorhandenen Unterschiede bei der Rückfallkraft der Filmstärke gelöst werden.” Für diese Leistung erhielten alle drei 1965 den Technik-Oscar, „for the design of a Proximity Cue Detector and its application to motion picture printers“.